# Pragmatisme
Ne doit pas être confondu avec Pragmatique.

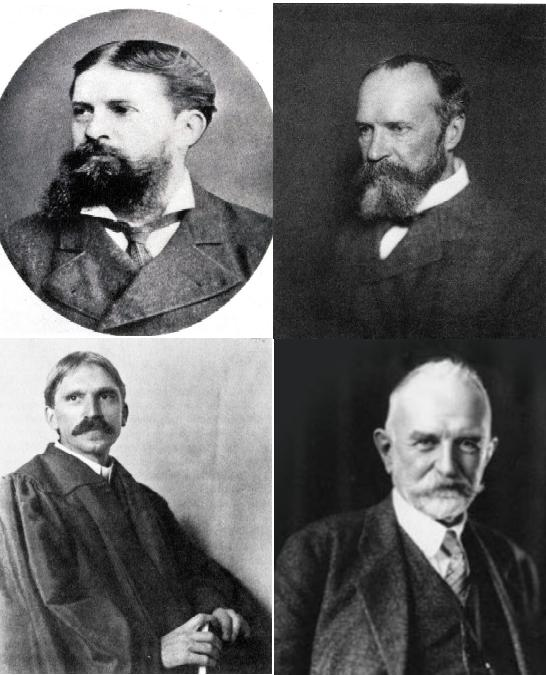
Les pères fondateurs du pragmatisme de haut en bas et de gauche à droite : Charles Sanders Peirce, William James, John Dewey, George Herbert Mead.

Le pragmatisme est une école philosophique américaine fondée par Charles Sanders Peirce à la fin du XIXe siècle. Se définissant plutôt comme une méthode qu'un système philosophique, ce courant considère que n'est vrai que ce qui fonctionne en réalité. La thèse principale de Peirce est en effet que le sens d'une expression réside dans ses conséquences pratiques. 
Les principaux membres ultérieurs de l'école pragmatiste sont William James et John Dewey, James ayant popularisé le mot pragmatisme grâce à un cycle de conférences qui sera édité en 1907 dans un ouvrage intitulé Le Pragmatisme : Un nouveau nom pour d'anciennes manières de penser.
Peirce a proposé ultérieurement l'emploi du mot pragmaticisme pour distinguer sa doctrine à la fois de celle de James et des usages non philosophiques du mot « pragmatisme ». En effet, dans la langue ordinaire, pragmatisme s'est mis à désigner après la publication de James, en anglais comme en français, la simple capacité à s’adapter aux contraintes de la réalité ou encore l’idée selon laquelle l’intelligence a pour fin la capacité d'agir, et non pas la connaissance. Le néologisme est ainsi en partie justifié par Peirce comme étant suffisamment repoussant pour ne pas être « kidnappé », en particulier par William James avec qui il est en profond désaccord.
Pour James et Dewey, le pragmatisme représente d'abord une méthode de pensée et d'appréhension des idées qui s'oppose aux conceptions cartésiennes et rationalistes sans renoncer à la logique. Selon la perspective pragmatique, penser une chose revient à identifier l'ensemble de ses implications pratiques, car pour Peirce, seules ses implications confèrent un sens à la chose pensée. Les idées deviennent ainsi de simples, mais nécessaires, instruments de la pensée. Quant à la vérité, elle n'existe pas a priori, mais elle se révèle progressivement par l'expérience.

## Présentation générale
Le pragmatisme est plus une attitude philosophique qu'un ensemble de dogmes. « Pragmatisme » vient du grec pragma (le résultat de la praxis, l'action en grec) ce qui atteste du souci d'être proche du concret, du particulier, de l'action et opposé aux idées considérées comme abstraites et vagues de l'intellectualisme. Il s'agit en fait d'une pensée radicalement empiriste : la notion d'effet pratique est étroitement liée à la question de savoir quels effets d'une théorie sont attendus dans l'expérience.
La maxime pragmatiste consiste à se demander, pour résoudre une controverse philosophique : « quelle différence cela ferait en pratique si telle option plutôt que telle autre était vraie ? » Si cela ne fait aucune différence en pratique, c'est que la controverse est vaine. En effet, toute théorie, aussi subtile soit-elle, se caractérise par le fait que son adoption engendre des différences en pratique.
Ce courant naît en 1878 avec Charles Sanders Peirce dans l'article How to make our ideas clear (comment rendre nos idées claires) paru dans la Revue Philosophique, puis est repris et popularisé par William James dans le recueil Le Pragmatisme.
Chez James, l'application la plus célèbre de la méthode pragmatiste concerne le problème de la vérité. Cela consiste à dire que le vrai absolument objectif n'existe pas car on ne peut séparer une idée de ses conditions humaines de production. La vérité est nécessairement choisie en fonction d'intérêts subjectifs. Pour autant, on ne peut réduire le vrai à l'utile, comme l'ont soutenu les détracteurs du pragmatisme, car cette théorie de la vérité conserve d'une part une idée d'accord avec le réel (accord défini comme vérification et non comme correspondance terme à terme). D'autre part, ce qui bloque le passage des préférences esthétiques ou morales subjectives au décret de vérité, c'est l'idée de cohérence interne avec l'ensemble des vérités déjà adoptées.
Chez John Dewey, l'attitude pragmatique sera présentée comme l'opposé de la théorie spectatoriale de la connaissance. Connaître n'est pas voir, comme c'est par exemple le cas dans le cadre d'une compréhension schématique et extrêmement simpliste de la tradition cartésienne (Descartes comparait les idées à des sortes de tableaux), mais agir. Cela conduit à relativiser la notion de vérité, ce qui fut, en conséquence, le signe principal de reconnaissance de l'appartenance au pragmatisme. À ce titre, le pragmatisme fut souvent caricaturé.
Chez John Dewey, le pragmatisme s'apparente de plus en plus à une philosophie sociale, voire à une pratique de recherche politique. La philosophie, suggère-t-il par exemple dans Reconstruction en philosophie, doit reproduire dans le domaine socio-politique ce que la science moderne accomplit dans le domaine technologique.

## Histoire du pragmatisme

### Naissance 1870-1898

#### Débuts
Textes fondateurs du pragmatisme
- Illustrations of the Logic of Science (1877–78):

1. The Fixation of Belief (1877)
2. et surtout : How to Make Our Ideas Clear (1878)

L'idée pragmatiste a commencé à émerger lors des réunions du Club métaphysique, club philosophique fondé en janvier 1872 et dissous en décembre 1872. Parmi les membres les plus connus, on trouve deux des grands fondateurs du pragmatisme Charles Sanders Peirce (logicien) et William James (psychologue), un juriste et futur membre influent de la cour Suprême des États-Unis Oliver Wendell Holmes mais également Chauncey Wright (philosophe et mathématicien), John Fiske (philosophe), Francis Ellingwood Abbot, Joseph Bangs Warner et Nicolas St. John Green, un juriste disciple de Jeremy Bentham, tous ou presque anciens de l'université Harvard. Green, selon Peirce, aurait fait connaître au groupe les idées d'Alexander Bain sur la croyance comme habitude d'action. Cette approche de la croyance, fréquente à l'époque, va profondément marquer Peirce et le pragmatisme. Le nom même de club métaphysique a été choisi « moitié par ironie, moitié par défi » car ils n'ont jamais voulu faire de la métaphysique au sens traditionnel, mais du moins pour Peirce, bâtir une métaphysique scientifique et réaliste, c'est-à-dire non nominaliste ; l'ironie peut également s'être trouvée dans le nom, qui évoquait la plus vaste et plus célèbre Metaphysical Society britannique. Peirce y a sans doute présenté une version de "Comment se fixe la croyance" dont les brouillons datent de 1872, et il en formule une version plus étendue dans les articles publiés dans le Popular Science Monthly en 1877 et 1878 et qui sont considérés comme fondateurs du pragmatisme (voir tableau).

#### Apparition du mot et opposition Peirce / James
Peirce, l'inventeur du terme, s'est servi du grec et de l'usage que fait Kant du mot pratique (praktisch) comme « approche spécifique que réclame l'être humain du point de vue de son appartenance au monde ». Si Peirce crée le mot, c'est William James qui le popularise, tant dans une conférence de 1898 intitulée « Philosophical conception » que dans le livre de 1907 intitulé simplement Pragmatisme. Le mot sera très rapidement repris par les journaux et le langage populaire, ce qui gêne Peirce qui estime qu'il est mal compris. Cela l'amène à forger un mot qui ne pourra pas être facilement repris, le « pragmaticisme ». En fait, le motif peut-être le plus important dans l'adoption par Peirce d'un mot nouveau est à trouver dans sa profonde divergence avec le pragmatisme de James. Le dernier cité étant fondamentalement nominaliste, pour lui, « le vrai n'est que l'expédient dans notre façon de penser, le bien n'est qu'un expédient dans notre manière de nous comporter » alors que Peirce se réclame de Duns Scot et pense que la vérité est la conformation à une vérité indépendante de notre pensée, représente une existence indépendante de notre pensée. Par ailleurs, James donne au pragmatisme une vision humaniste alors que pour Peirce, il est « une méthode de clarification conceptuelle qui doit, une fois éliminés les faux problèmes de la métaphysique traditionnelle, jeter les bases d'une nouvelle théorie de la signification et de la connaissance, au service d'une métaphysique purifiée dont la double caractéristique sera d'être scientifique et réaliste ».
Malgré ces divergences, le pragmatisme gagne assez rapidement du terrain aux États-Unis au point d'être considéré comme une philosophie américaine. À l'université Harvard, il influence la pensée de deux autres grands philosophes du moment : Josiah Royce et George Santayana.

### Influence du pragmatisme durant la période Dewey (entre-deux guerres)
John Dewey, est une figure centrale du pragmatisme durant la période de l’entre-deux-guerres. Il analyse et transforme différents sujets sociaux tels que les méthodes d'éducation, les relations aux sciences, la conception de la démocratie, l'approche de la vie quotidienne, le sens de l'égalité des sexes, la place des valeurs, le rôle des arts ou encore la reconstruction de la philosophie.
Pour lui, il n’a pas d'un côté le monde et de l'autre la conscience, qui enregistrerait les phénomènes du dehors. On peut notamment se référer à l’une de ses citations : « Il est nécessaire de considérer l'expérience et de bien saisir sa signification pour surmonter l'impuissance, héritée du passé, à voir ce qu'il faut voir à travers les continuités que manifeste ce qui est en processus et uniquement cela ».

D’après sa conception des choses, au contraire, toute expérience et existence sont constituées par des interactions, des façonnements réciproques, des "transactions", comme il dit, entre une multitude de facteurs.

### Pragmatisme durant la période de domination de l'empirisme logique
Après la Seconde Guerre mondiale, la philosophie pragmatique dans sa version James-Dewey cède le devant de la scène à la philosophie analytique inspirée en partie par Bertrand Russell, et par l'empirisme logique de Gottlob Frege et du Cercle de Vienne qui en constituera l'élément majeur pendant vingt ans. Cette influence est renforcée par l'arrivée aux États-Unis des figures majeures de l'empirisme logique que sont Rudolf Carnap, Hans Reichenbach et Carl Hempel. Cette philosophie sera plus technique que celle de James et de Dewey et attirera des philosophes américains comme Willard Van Orman Quine ou Nelson Goodman qui malgré tout ont subi également l'influence du pragmatisme. En fait ce sont eux qui à travers leur critique des dogmes de l'empirisme logique vont permettre un renouveau du pragmatisme qui va être marqué par « la philosophie analytique et ses développements ».

## Pragmatisme et philosophie

### Une conception originale de la philosophie
Pour plusieurs raisons, le pragmatisme est passé longtemps, notamment en Europe, pour une non-philosophie ou pour une « ploucquerie américaine ». Tout d'abord, le pragmatisme est une philosophie active qui ne recherche pas la vérité par le seul intellectualisme. Son fondateur, Charles Sanders Peirce s'oppose à « toutes les métaphysiques du fondement qui, d'Aristote à Descartes, en passant par Locke ou Hume, croient pouvoir fonder la philosophie sur des intuitions, des données sensorielles ou des premiers ultimes » et veut « sortir du labyrinthe des mots ». Par ailleurs, le pragmatisme se veut « une méthode de clarification conceptuelle. » comme le montrent les premiers écrits pragmatiques : How to Make Our Ideas Clear (comment rendre nos idées claires) pragmatique publié en 1878 par Charles Sanders Peirce. Si cette vision des choses est d'abord propre au pragmatisme de Peirce (dont nous verrons qu'il diffère de celui de William James), malgré tout, le pragmatisme en général met l'accent sur la philosophie comme façon de rendre conscients et pensables les problèmes. John Dewey à la suite de Peirce insiste sur ce point :

« d'un certain point de vue, le principal rôle de la philosophie consiste à rendre conscients, sous une forme intellectualisée, ou sous forme de problèmes, les chocs les plus importants et les troubles inhérents aux sociétés complexes et en mutation, en tant qu'elles ont affaire à des conflits de valeur. »

Enfin, les pragmatiques n'ont pas une vision contemplative de la connaissance, ils se focalisent plutôt sur les manifestations pratiques. C'est ainsi que pour Peirce, le pragmatisme est synthétisé dans ce qu'on appelle la maxime pragmatique :

« Considérer quels sont les effets pratiques que nous pensons pouvoir être produits par l'objet de notre conception. La conception de tous ces effets est la conception complète de l'objet. »

Pour Peirce, cette maxime a pour effet de pouvoir rendre compte d'une hypothèse en évaluant ses conséquences pratiques et donc de nous permettre de mieux comprendre ce que nous ferons ou devrions faire. Le fait que William James se contentera d'étudier les conséquences pratiques sur l'individu traduit une différence de perception de la maxime. Pour James, il s'agit d'un principe métaphysique et pour Peirce d'un principe logique composante de la méthode scientifique. En effet, pour lui la maxime pragmatique doit permettre de procéder à des tests scientifiques reposant sur l'idée que si l'hypothèse est fausse alors elle n'aura pas les conséquences prévues.

### Darwinisme
Les pragmatistes sont fortement inspirés par la théorie de l'évolution de Charles Darwin, et l'homme est considéré comme un animal parmi les autres animaux; l'homme n'occupe pas une place particulière dans l'univers. La raison humaine n'est pas une faculté spéciale qui pourrait pénétrer le cœur de la réalité, mais quelque chose qui ne vise qu'à résoudre des problèmes pratiques. Ils s'opposent ainsi aux anthropocentristes.

### Croyance,faillibilismeet raison

#### Une philosophie de la croyance, pas des idées
Quelques articles notables sur la critique du nominalisme platonicien et de l'esprit du cartésianisme
- Journal of Speculative philosophy (1868):

1. Questions Concerning Certains Faculties Claimed for Man
2. Some Consequences of Four Incapacities
3. Grounds of Validity of the Laws of Logic

Pour Jean-Pierre Cometti, le pragmatisme est une philosophie de la croyance. Par là, il veut énoncer deux faits inhérents au pragmatisme. D'une part les philosophes pragmatiques partent non pas d'une idée mais d'une croyance, ce qui les oppose à Descartes. D'autre part, le pragmatisme voit la croyance comme habitude d'action à la suite des travaux d'Alexander Bain (philosophe). Pour Peirce,

« une véritable croyance ou opinion est quelque chose sur la base de quoi un homme est prêt à agir ; c'est par conséquent en un sens général, une habitude »

Charles Sanders Peirce reproche à Aristote et à l'« esprit du cartésianisme » qui, pour lui, inclut une tradition qui remontant à Aristote va de René Descartes à John Locke de faire de l'intuition la source des axiomes sur lesquels reposent les raisonnements déductifs. Il reproche également aux empiristes anglais et écossais (George Berkeley, David Hume, Thomas Reid) de penser qu'on peut déduire des idées simples de l'expérience.
Concernant plus spécialement Descartes dont la mise en doute d'une pensée est au centre de sa philosophie, Peirce lui oppose au moins trois grands arguments. D'une part, pour Peirce le doute n'est pas naturel et il doit être justifié ce que Descartes ne fait pas. Par ailleurs, pour Peirce le doute est lié au monde où nous vivons. Nous touchons là un autre point important du pragmatisme à savoir que pour lui, à la différence de Descartes, l'individu n'est pas un atome mais est en relation avec les autres et qu'il est donc pour partie déterminé par son environnement. Nous verrons plus loin pourquoi cette vision de l'homme, qui est aussi celle du nouveau libéralisme anglais et du social-libéralisme qui lui est lié, influence également la conception de la démocratie du pragmatisme. Enfin, Descartes part de la conscience qu'on a d'une idée. Donc, ce qui pour les cartésiens peut être vu comme deux idées différentes peut être interprété, pour les pragmatistes qui étudient les idées du point de vue de leurs conséquences pratiques, comme constituant une seule idée, ou pour employer une formule encore plus pragmatiste, comme formant une seule croyance.
Peirce et à sa suite les pragmatistes préfèrent penser que les hommes suivent des croyances qui chez eux entraînent des habitudes qui elles-mêmes provoquent nos actions. Mais à la différence de Thomas Reid, pour Peirce les croyances ne sont pas des principes premiers qui mènent à la connaissance, elles sont des hypothèses qui doivent être soumises à la critique.

#### Mise en question des croyances: lefaillibilisme

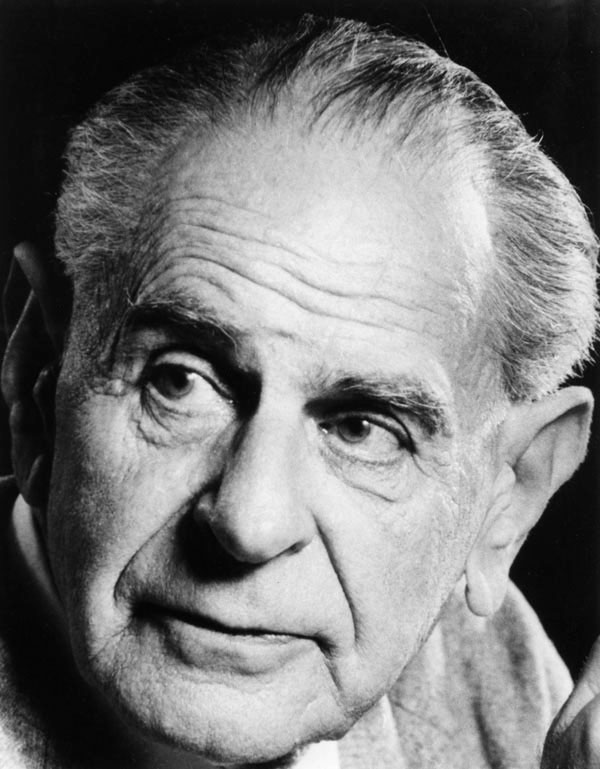
Karl Popper dont la méthode de réfutabilité est proche de celle des pragmatistes

Alors que les cartésiens veulent partir de prémisses exactes de façon à arriver à la vérité, les pragmatistes, qui mettent en cause la méthode par laquelle Descartes pense arriver à ces prémisses, estiment que nous devons au contraire tester les croyances de façon à pouvoir à travers l'enquête et la discussion identifier et éliminer les erreurs. En ce sens, cette méthode présente des éléments de proximité avec la réfutabilité de Karl Popper. La méthode de Peirce pour examiner de façon scientifique les croyances, n'est ni totalement hypotéthico-déductive ni totalement inductive (empirisme). En effet à ces deux éléments qu'il revisite, il ajoute l'abduction (épistémologie).
Pour Peirce, toute enquête, qu'elle porte sur les idées, les faits bruts, les normes ou les lois, est provoquée par une observation surprenante. La structure du raisonnement abductif est donc du type « Le fait surprenant C est observé ; mais si A était vrai, C irait de soi ; il y a donc des raisons de soupçonner que A est vrai ». En 1903, Peirce énonce que le pragmatisme applique "la logique de l'abduction" et souligne son efficacité. Pour lui, en effet, elle présente au moins deux avantages : (1), elle est « la seule espèce de raisonnement susceptible d'introduire des idées nouvelles », elle pousse à tester la plausibilité de façon économique.
La phase de déduction comporte deux étapes : une étape explicative, où la déduction peut permettre de tester les prémisses et de les rendre ainsi en partie plus sûres ; une étape démonstrative, où à partir de prémisses vraies on peut tirer des conclusions vraies grâce à un raisonnement logique. Peirce utilise l'induction de façon assez novatrice. En effet, pour lui, elle « désigne plutôt la mise à l'épreuve des hypothèses, que celle-ci se termine par une confirmation ou une réfutation » alors qu'usuellement elle vise à obtenir une loi ou une théorie c'est-à-dire qu'elle vise à établir ce que doit précisément tester ce raisonnement.

### Théorie de la vérité: opposition Peirce / James

#### Vérité dans le réalisme scolastique de Peirce

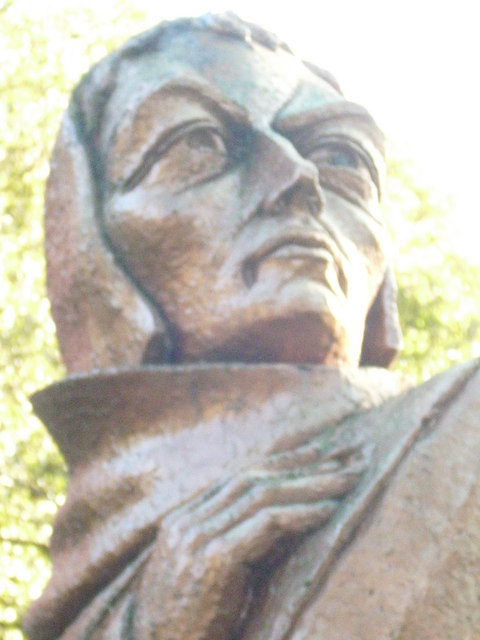
Jean Duns Scot un des penseurs qui a influencé Charles Sanders Peirce

Peirce à la suite de Duns Scot, croit en l'existence d'universaux et pour lui, la pensée doit porter sur des objets réels. Cela l'amène à s'opposer à la fois au réalisme métaphysique des platoniciens et au réductionnisme conceptuels des nominalistes. En effet, chez lui la réalité possède quelque chose d'irréductible, d'indéterminé, de sorte que « ce n'est pas le particulier qui est le plus naturel, mais, le vague, le général, ces deux formes de l'indétermination réelle et irréductible ». Toutefois, comme chez les philosophes classiques et à l'inverse de William James, il existe chez lui et chez une partie des philosophes pragmatiques, une réalité indépendante des recherches et des croyances. Il écrit ce propos concernant la méthode scientifique, dont il fait un des piliers de sa philosophie.

« son postulat fondamental traduit en langage ordinaire est celui-ci: il existe des réalités dont les caractères sont absolument indépendants des idées que nous pouvons en avoir. »

Pour Pierce « le seul réalisme digne de ce nom est.. celui qui identifie le réel et le vrai ». Il s'oppose sur ce point à ce qu'il nomme le nominalisme qui consiste pour lui chez John Locke par exemple à établir une différence entre « ce qu'il est possible de connaître (l'essence nominale) et ce qui échappe à la connaissance (l'essence réelle) ». Le problème pour Peirce est de faire cohabiter une méthode de validation des croyances par réfutabilité qui insiste sur le caractère révisable des connaissances avec son réalisme. L'idée développée est celle que nous trouvons dans l'idée mathématique de limite : à la limite nous devons tendre vers la vérité.

#### Vérité chez William James
James parle non pas de vérité mais de théorie de la vérité. Pour lui, le pragmatisme, à la différence de Peirce, est nominaliste et « fait constamment appel à des particuliers ». James écrit

« Pour le pragmatiste pluraliste, la vérité prend naissance, et grandit, à l'intérieur même des données de l'expérience finie. Elles posent toutes les unes sur les autres ; mais le tout qu'elles forment, à supposer qu'elles en forment un, ne pose sur rien. Toutes nos « demeures » se trouvent dans l'expérience finie ; mais cette dernière n'a, comme telle, « ni feu ni lieu ». Rien ne saurait, du dehors, assurer la destinée du flux de ses données : elle ne peut compter, pour son salut, que sur les promesses et les ressources qu'elle trouve en elle-même. »

Par rapport à Peirce, pour James la vérité n'est pas la propriété d'un énoncé, elle est beaucoup plus subjective, plus liée à l'intérêt. James développe souvent l'idée selon laquelle « "le vrai" consiste simplement dans ce qui est avantageux pour notre pensée ».

## Grands traits du pragmatisme classique en sciences sociales

### Théorie de l'enquête

#### Enquête comme fixation de la croyance chez Peirce
Dans The Fixation of Belief (1877), Peirce pense l'enquête non comme la poursuite de la vérité en soi per se, mais comme un combat pour passer du doute irritant et inhibiteur à la sécurité d'une croyance qui prépare à un acte. Chez Peirce, nous l'avons vu, la croyance est à la fois une « règle active en nous » et une « habitude intelligente d'après laquelle nous agirons quand l'occasion se présentera ». Pour Peirce il existe quatre méthodes d'enquête (Claudine Tiercelin parle de « quatre méthodes de fixation de la croyance ») :
1. La méthode de la ténacité — Si pour Peirce on peut admirer dans cette méthode sa « force, sa simplicité, son caractère direct »[34], nous devons aussi constater qu'elle conduit à ignorer les informations contraires, ce qui crée des tensions contre lesquelles la ténacité ne pourra résister[35]
2. La méthode de l'autorité — Dans ce cas, l'État jouera un rôle d'endoctrinement. Si cette méthode peut s'avérer redoutable, néanmoins elle ne peut pourvoir à toutes les questions et empêcher les individus de penser, de comparer avec ce qui se fait ailleurs[35]
3. La méthode dite à priori ou "de ce qui est agréable à la raison". Dans ce cas la vérité de croyance dépend de son caractère agréable. Si cette méthode est plus intellectuellement respectable que les deux autres, néanmoins elle fait dépendre les croyances d'éléments capricieux et accidentels, au sens aristotélicien[35].
4. La méthode de la science — Dans ce cas l'enquête suppose qu'il est possible de découvrir la réalité (Claudine Tiercelin appelle cela « l'hypothèse de la réalité » ) indépendamment d'une opinion particulière, de sorte qu'à la différence des autres méthodes, l'enquête scientifique peut invalider la croyance, la critiquer, la corriger ou l'améliorer.

Peirce tient que si, dans les affaires pratiques, la lente et hésitante ratiocination est dangereusement inférieure à l'instinct ou à un réflexe traditionnel, la méthode scientifique est plus adaptée à la recherche théorique et est supérieure aux autres, car elle est délibérément conçue pour tenter d'arriver à des croyances plus sûres qui peuvent conduire à des pratiques meilleures.

#### Enquête chez Dewey

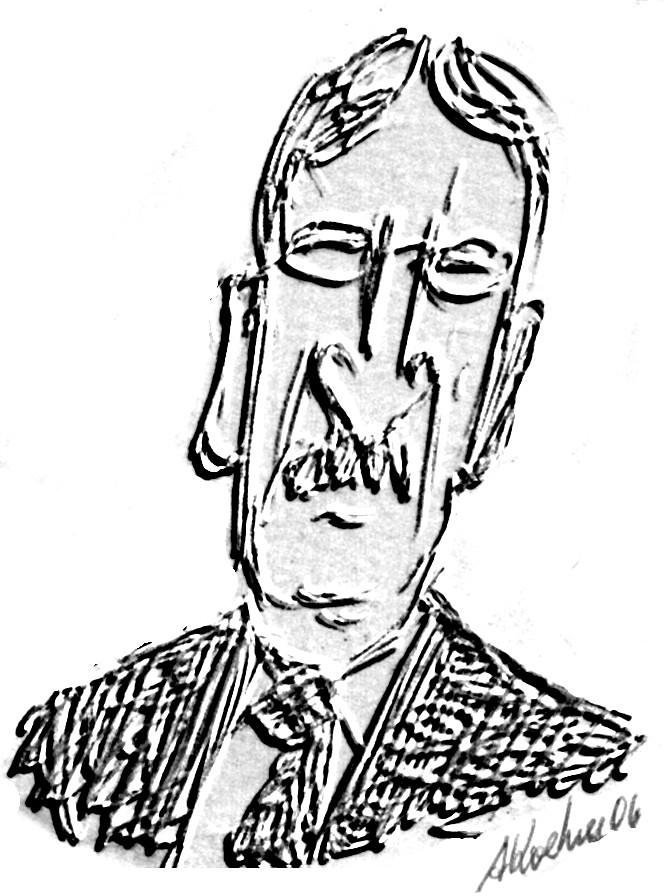
Caricature de John Dewey

Voir la théorie de l'enquête de John Dewey

### Démocratie

#### Processus, éthique et personnalité
Chez John Dewey le philosophe pragmatique qui a beaucoup étudié la question, la démocratie n'est pas seulement un mode de gouvernement, elle a aussi une signification morale et constitue une façon de gérer des conflits de valeur.

« Il me semble que l'on peut concevoir la dominante de la démocratie, comme mode de vie, comme la nécessaire participation de tout être humain adulte à la formation des valeurs qui règlent la vie des hommes en commun. »

Pour Dewey, penser que la démocratie est une forme de gouvernement seulement, c'est comme penser qu'une église n'est qu'un bâtiment, c'est oublier l'essentiel. Pour lui, la finalité essentielle de la démocratie est l'éthique, c'est-à-dire le développement de la personnalité.

« La démocratie est la forme de société dans laquelle tout homme possède une chance, et sait qu'il la possède... la chance de devenir une personne. Il me semble que l'on peut concevoir la dominante de la démocratie, comme mode de vie, comme la nécessaire participation de tout être humain adulte à la formation des valeurs qui règlent la vie des hommes en commun. »

Il convient de noter que l'individu n'est pas vu comme un atome mais comme un être en relation avec les autres. Cela induit deux conséquences :1) le rejet des théories du contrat social à la Rousseau puisque chez eux, les relations préexistent à la société 2) que l'essentiel est que les individus développent leur personnalité en toute égalité. Si pour lui, la philosophie et la démocratie sont liées, c'est que dans les deux cas les choix ne peuvent être imposés de l'extérieur. Dans les deux cas, en lien avec l'anthropologie pragmatiste, c'est à travers la discussion, les questions et les réflexions que nos convictions sont formées et les institutions qui structurent le processus démocratique doivent s'y prêter. Dans le pragmatisme, les institutions sont contingentes et doivent être constamment en évolution.

#### Espoir social
Le pragmatisme reste marqué par deux idées qui irriguent ou qui du moins irriguaient la démocratie américaine au tournant du dix-neuvième et du vingtième siècle : l'importance de se projeter vers le futur et de prendre des décisions en conséquence, et l'idée que le temps permet des inventions, des constructions du futur. Pour Jean-Pierre Cometti, le pragmatisme a retenu du darwinisme que « le temps constitue l'horizon dans lequel ce qui a une valeur à nos yeux peut et doit se développer ». Comme les utilitaristes, les pragmatiques estiment qu'il existe des buts qui doivent être poursuivis et que pour l'être avec succès, ils doivent l'être par la majorité, d'où le problème de la discussion et des conflits de valeurs, réglés à travers des processus démocratiques.

## Pragmatisme et l'art
John Dewey, dans L'art en tant qu'expérience, ouvrage basé sur les conférences William James prononcées à Harvard, développe une forme plus globale de ce qu'est l'art, la culture et l'expérience quotidienne de ceux-ci. En effet, l'art, pour Dewey, fait ou devrait faire partie de la vie créative de chacun et pas seulement être le produit d'un groupe privilégié et restreint d'artistes. Il souligne également que le public est plus qu'un destinataire passif : c'est un acteur de l'art. Le traitement de Dewey de l'art se départ de l'approche transcendantale de l'esthétique suivant Emmanuel Kant, qui souligne le caractère unique de l'art et la nature altruiste de l'appréciation esthétique.
Un éminent esthéticien pragmatique contemporain est Joseph Margolis. Il définit une œuvre d'art comme « une entité physiquement incorporée et émergente sur le plan culturel », une « expression » humaine qui n'est pas un caprice ontologique mais qui est commensurable aux autres activités et cultures humaines en général.

## Néo-pragmatisme

### Pragmatisme de Richard Rorty
Le pragmatisme, qui s'est imposé aux États-Unis comme le courant dominant avant la Seconde Guerre mondiale, a subi une longue éclipse en raison de la domination du style analytique, mais connaît un renouveau, notamment à travers l'œuvre de Richard Rorty (1931-2007).
Rorty, issu du courant analytique, mais extrêmement original et fortement critiqué pour ses vues sur la fin de la philosophie et pour son prétendu relativisme, se considère principalement comme un disciple de Dewey, mais trouve également son inspiration chez des grands noms de la « philosophie continentale », comme Hegel, Nietzsche, Heidegger, Foucault ou Derrida.

### Pragmatisme appliqué à l'éthique environnementale
Pour certains, l'apport du pragmatisme à l'éthique environnementale consiste à regarder les choses comme elles sont, et alors réaliser que pour agir dans l'intérêt de l'humanité il faut préserver l'environnement. Pour d'autres, le pragmatisme appliqué à l'éthique environnementale tente de s'opposer à l'anthropocentrisme en concevant notre rapport à l'environnement comme une interaction et non comme une relation purement instrumentale.
Le pragmatisme est aussi appliqué à l'éthique de l'environnement, par des philosophes comme Bryan G. Norton, E.C. Hargrove, Andrew Light et Anthony Weston (en),.
De plus le pragmatisme a donné naissance à un nouveau courant philosophique appelé simplement Environmental pragmatism. Ce mouvement est en particulier représenté par les travaux de Minteer et Manning.

### En France
Le pragmatisme fut l'objet de débats en France, par exemple chez Émile Durkheim, extrêmement critique à son égard, et chez Henri Bergson, dont l'article sur « Le Pragmatisme de William James » (dans la Pensée et le mouvant) y voit un mode de pensée proche de sa propre doctrine de la science comme caractéristique de l'homo faber. André Lalande a consacré plusieurs articles au pragmatisme dans la Revue philosophique de la France et de l'étranger, afin de faire connaître et de défendre les idées de Peirce, James et F.C.S. Schiller,,.
Le constructivisme épistémologique, d'un Jean Piaget ou d'un Jean-Louis Le Moigne, s'inspire clairement du pragmatisme.
Une constellation de travaux rassemblés sous l'appellation de sociologie pragmatique s'est développée en France à partir du milieu des années 1980, avec des auteurs très différents comme Luc Boltanski, Francis Chateauraynaud, Alain Desrosières, Antoine Hennion, Bruno Latour, Cyril Lemieux, Laurent Thévenot, mais, à l'exception de Chateauraynaud et Hennion, qui revendiquent et pratiquent une forme de pragmatisme sociologique, le premier plutôt via Dewey, le second plutôt par James, les sociologues pragmatiques français manifestent une distance vis-à-vis du pragmatisme au sens philosophique.
L'approche pragmatiste interroge cependant la signification même de l'activité philosophique, aussi bien que son rôle dans la culture en général.
La philosophe Joëlle Zask étudie le pragmatisme et les enjeux politiques des théories de l’art et de la culture. Elle est l’auteure de traductions de John Dewey et de divers ouvrages, parmi lesquels : Participer. Essais sur les formes démocratiques de la participation (Le Bord de l’eau, 2011) et Outdoor Art. La sculpture et ses lieux (La Découverte, « Les Empêcheurs de penser en rond », 2013), Introduction à John Dewey (La découverte, 2015), etc. Elle s'attache à décliner le potentiel de l'approche pragmatiste, ses enjeux démocratiques dans des champs de réflexion comme la ville (la place publique), l'écologie (les mégafeux, les animaux sauvages dans la ville, les jardins partagés), etc.

## Réception et critiques

### Réception en Allemagne
Dans la philosophie allemande, à travers son œuvre Anthropologie en termes pragmatiques, Kant distingue le devoir pratique du devoir pragmatique, qui appartient à l'être. L'impératif moral est une question de pure raison pratique, l'impératif pragmatique quant à lui tombe dans le domaine des sciences naturelles empiriques.
Lors de la réception du pragmatisme anglo-saxon en Allemagne, le mot « pragmatisme » a souvent été utilisé comme « praticisme » ou « rêverie », ce qui a eu un effet décourageant voire nocif.
Avant la seconde Guerre Mondiale, le destinataire le plus important de ce courant est Max Scheler , qui exprime sa réaction dans la connaissance et le travail. Une étude sur la valeur et les limites du motif pragmatique dans la connaissance du monde a eu lieu. Son œuvre Die Wissensformen der Gesellschaft (Les Formes de connaissance de la société) de 1926 est toujours sous cette influence. Scheler distingue notamment trois types de connaissances :[réf. nécessaire]
- Une bonne connaissance de la connaissance à la maîtrise pratique et technique du monde,
- Des connaissances pédagogiques au service du développement de la personnalité,
- La connaissance du salut comme « participation au plus haut ».

Scheler exprime son accord sur le pragmatisme comme une clarification philosophique de la connaissance pratique, s'il met les déclarations théoriques et les hypothèses de la science dans un contexte correct avec la relation mondiale agissante. Cependant, selon Scheler, le pragmatisme a fait l'erreur de distinguer cette connaissance comme la seule correcte ; l'extrême domination du « pouvoir » et du « pouvoir » doit être critiquée.
Influencé par Max Scheler, Max Horkheimer a également critiqué la réduction de toutes les connaissances à une action raisonnée, qui ne remet plus en cause son propre objectif. Dans sa Kritik der instrumentellen Vernunft (Critique de la raison instrumentale) de 1944, il se réfère principalement à la position de James et Dewey. Il identifie le pragmatisme au positivisme. De plus, il va jusqu'à fournir également un lien entre le pragmatisme et le capitalisme, axé sur les avantages.
De plus, après la Seconde Guerre mondiale, le pragmatisme a notamment marqué les œuvres de Karl-Otto Apel et de Jürgen Habermas.

### Réception en France
Très rapidement, le pragmatisme a été connu d'Émile Boutroux, de Bergson et d'Émile Durkheim. Jean Wahl, s'il était surtout intéressé par la thématique pluraliste, a grandement contribué à faire connaître James dans l'entre-deux-guerres. Gérard Deledalle a publié en 1954 une Histoire de la philosophie américaine qui reste encore une référence, il a fait connaître Dewey, aussi bien par ses études que par ses traductions, mais aussi Peirce, par sa traduction des Écrits sur le signe, les travaux de l'IRSCE de Perpignan et également la traduction des textes composant À la Recherche d'une méthode. Jacques Bouveresse compte parmi les grands introducteurs de Peirce en France, ainsi que, plus tard, Christiane Chauviré, Claudine Tiercelin (dont il a dirigé les thèses) et Jean-Pierre Cometti notamment. De nombreux colloques internationaux ont eu lieu à Paris 1 et ensuite à l'ENS depuis le début des années 2000.
Plusieurs raisons expliquent cette réticence préalable au pragmatisme. Tout d'abord, il s'est heurté au spiritualisme et au positivisme d'inspiration comtiste qui imprégnait la pensée philosophique française à la fin du XIXe siècle, par ailleurs ce courant s'accorde mal à l'utilisation de la philosophie comme légitimation des élites qui s'est pratiqué longtemps en France. Sur ce point, il convient de noter que les pragmatistes ne voient pas la philosophie comme un champ supérieur aux autres. Enfin, il s'oppose à la pensée de René Descartes.
Concernant l'épistémologie, le pragmatisme s'oppose à celle qui va s'imposer après Émile Meyerson à la suite de Gaston Bachelard, de Jean Cavaillès et de Georges Canguilhem. En effet, les épistémologues vont s'orienter vers l'histoire des sciences quand le pragmatisme est tourné vers l'enquête. Par ailleurs, la philosophie pragmatiste se veut anti-intellectualiste, c'est-à-dire que, comme nous l'avons vu, c'est une philosophie de la croyance et de son examen par l'expérience, non une philosophie des idées. Or la philosophie en France, notamment dans les années soixante et soixante-dix, sera très tournée vers des courants intellectualistes tels que le marxisme.[précision nécessaire]
Gilles Deleuze a dit du "pragmatisme" qu'il était « le cadeau fait par l’Amérique à la philosophie ».